# Catherine Osson

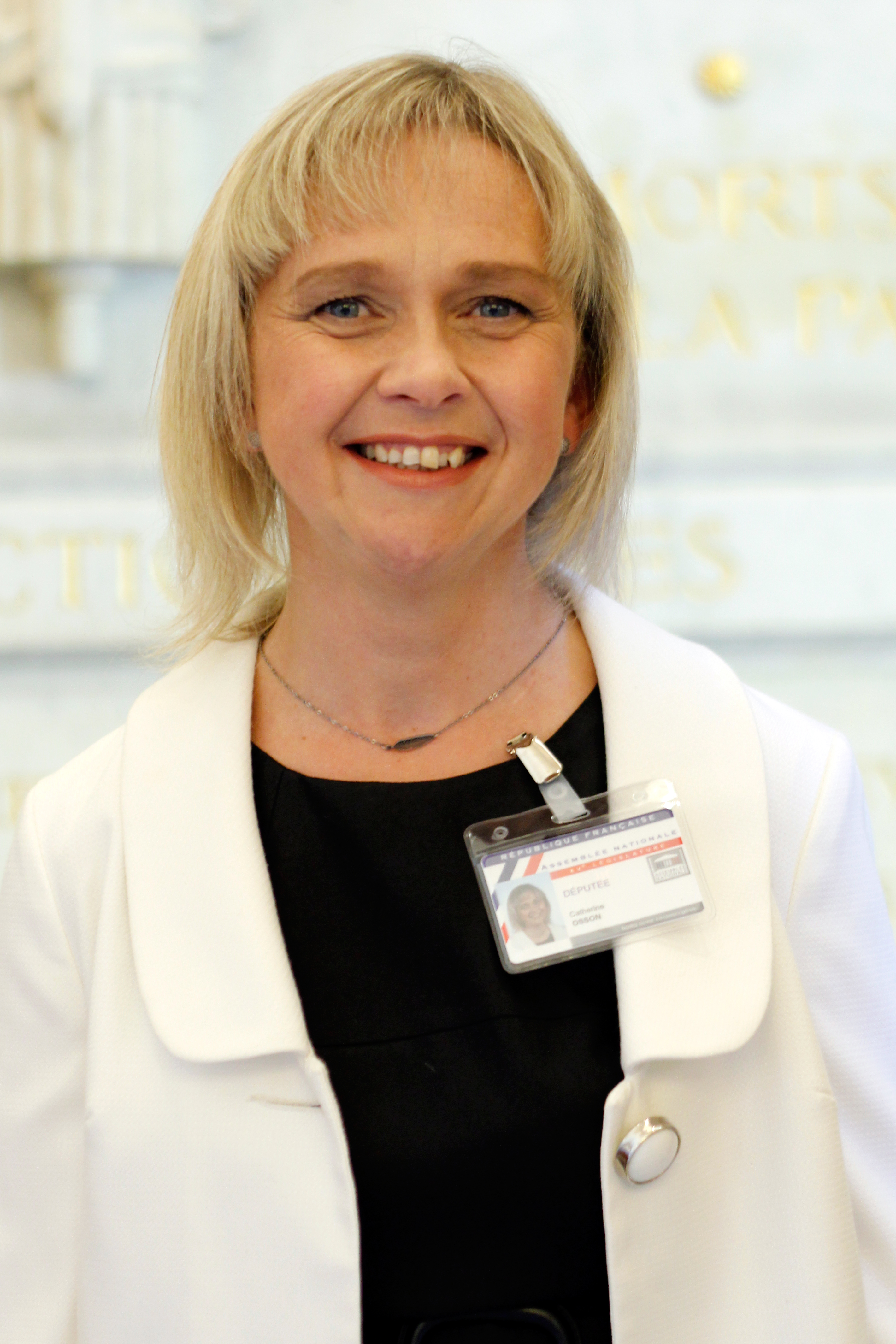
Catherine Osson

Catherine Osson (geboren am 7. Februar 1974 in Croix, Nord) ist eine französische Politikerin. Sie ist Mitglied der Partei Renaissance (RE) (bis zum Namenswechsel im September 2022 La République en marche). Osson vertrat von 2017 bis 2022 den 8. Wahlkreis des Département Nord als Abgeordnete in der französischen Nationalversammlung.

## Leben und Wirken
Osson wuchs in Leers auf. Das  Baccalauréat legte sie am Lycée Émile-Zola in Wattrelos ab. An der Universität Lille I erwarb sie die Licence de géographie.
Anschließend besuchte sie die École normale in Douai (IUFM) und trat 1997 in den Schuldienst ein. Seit 2000 ist sie Professeure des écoles  (Grundschullehrerin) in Wattrelos und seit 2007 Schulleiterin.
In der Sozialistischen Partei war Catherine Osson Mitglied des Nationalrats, des Haushaltskontrollausschusses und Mitglied des Föderationsrats  Nord. Seit 2008 ist sie stellvertretende Bürgermeisterin von Wattrelos ferner Départementrätin für das Département Nord seit 2015. Im Départementrat nimmt sie die Interessen des Kantons Roubaix-2 wahr.
Am 18. Juni 2017 wurde sie bei der Parlamentswahl 2017 mit 62,96 % gegen die FN-Kandidatin Astrid Leplat zur Abgeordneten im achten Wahlkreis des Departements Nord gewählt, in einer Wahl, die von einer hohen Wahlenthaltung (70 %) geprägt war. Sie trat die Nachfolge von Dominique Baert, ihrem ehemaligen Lebensgefährten, an.
Ihre Kandidatur zum Parlament für La République en marche rief Kritik sowohl bei Sozialisten als auch bei Macron-Anhängern hervor.
Nachdem sie zur Abgeordneten gewählt worden war, übergab sie ihr Mandat als Départementsrätin an ihre Stellvertreterin Soraya Fahem, behielt aber ihr Mandat als Gemeinderätin in Wattrelos.
Im Parlament war sie Mitglied des Finanzausschusses, stellvertretende Vorsitzende des Gremiums für das Schul-Gesundheitswesen und Mitglied der Parlamentariergruppe für die Freundschaft zwischen Frankreich und Belgien.
Bei der  Parlamentswahl 2022  unterlag sie mit 40,06 % gegen den NUPES-Kandidaten David Guiraud (59,94 %).
Nach dem versuchten Brandanschlag auf das Haus von Richard Ferrand sowie nach der Entdeckung einer antisemitischen Inschrift auf dem Schaufenster eines Geschäfts am Rande des Akts XIII der Gelbwestenbewegung, berichtete sie in der Sendung von Jean-Marc Morandini über die Drohungen und den Druck, dem die Abgeordneten der Mehrheit ausgesetzt sind, sowie darüber, dass sie unter Polizeischutz gestellt wurden.

## Kritik
Sie sorgte für Kritik, nachdem sie ihren ehemaligen Lebensgefährten und ehemaligen Abgeordneten Dominique Baert für einen Monat als parlamentarischen Assistenten angestellt hatte.